# Gyémánt Út Buddhista Közösség
A Gyémánt Út Buddhista Közösség a magyarországi buddhizmus egyik hivatalos egyházi szervezete, amely a karma kagyü vonalat képviseli hazánkban, amely a tibeti buddhizmus négy iskolájának egyike. Az iskola spirituális vezetője a Gyalwa Karmapa. Angol nyelven úgy is utalnak rá, hogy "black hat", azaz fekete kalap, mivel a tibeti buddhizmsuban a karmapák a fekete korona viselői.

## A karma kagyü vonal
A tibeti Gyémánt Út buddhizmusban négy nagy iskolát különböztetünk meg: a gelug, a szakja, a nyingma és a kagyü vonalakat. A karma kagyü vonal a hangsúlyt a meditációra helyezi, specialitása a tudat természetének közvetlen felismerését célzó mahamudra látásmód és gyakorlat. A mahámudrá (magyarul: Nagy Pecsét) segítségével egy életen belül elérhető a megvilágosodás. E tanítások közvetlenül a történelmi Buddhától származnak, és töretlen szóbeli átadáson jutottak el hozzánk. 
A kagyü vonal tanításait 10–11. században az olyan megvilágosodott mesterek mint Náropa, Maitripa, Marpa és Milarepa minden hétköznapi ember számára érthető és használható világi irányzattá formálták. Nem sokkal ezután Gampópa kialakította a szerzetesi ágat. A 12. század óta egymást követő karmapa inkarnációknak köszönhetően maradtak fenn mindmáig az eredeti tanítások. Jelenleg az olyan tanítók, mint a 17. karmapa, Künzig Samarpa és Láma Ole Nydahl adják tovább ezeket a nyugati érdeklődők számára, továbbá támogatják a több, mint 600 nyugati meditációs központot, és segítik azok munkáját szerte a világon.

## A karmapák
A karmapa szó jelentése: „a buddhaaktivitás embere”. Ő a tibeti buddhizmus első tudatosan újraszületett tanítója. A 16. karmapa a kínai megszállás (1959) miatt elhagyta szülőföldjét, biztosítva ezzel a karma kagyü vonal fennmaradását. Többször járt a Nyugaton, és nyugati tanítványai révén gondoskodott arról, hogy a tudat természetéről szóló Gyémánt Út-tanítások hozzánk is eljussanak. A vonal jelenlegi vezetője 17. karmapa, Táje Dordzse.

## A 17. karmapa, Táje Dordzse
A 17. karmapa, Táje Dordzse 1983-ban született a kínai elnyomás alatt lévő Tibetben. Tizenegy évesen, 1994 elején jutott el Indiába, ahol a hagyományos buddhista képzés mellett nyugati stílusú oktatásban is részesült. Angol nyelvet tanult, és megismerkedett olyan hasznos dolgokkal, mint a számítógép és az internet. Formális kolostori képzését 2003 decemberében fejezte be.
2000 elején Németországban, Ausztriában és Magyarországon adott tanításokat több tízezer embernek. Ez volt első európai körútja, mely a nyugati aktivitásának kezdetét jelentette. 2004 nyarán másodszor látogatott Európába: Spanyolországban, Németországban, Svájcban, Franciaországban, Dániában, Lengyelországban, Csehországban és Ausztriában adott tanításokat és beavatásokat, ezzel biztosítva a Gyémánt Út buddhizmus élő átadásának töretlen folytonosságát.

## Láma Ole Nydahl
Láma Ole egyike azon kevés nyugatinak, aki a tibeti buddhizmus feljogosított tanítója és meditációs mestere. 1969 decemberében Láma Ole és felesége, Hannah a század egyik legnagyobb jógijának és a karma kagyü vonal vezetőjének, a 16. karmapának első nyugati tanítványai lettek. A karmapa mély hatást gyakorolt az életükre, és egyben felkérte őket arra, hogy hozzák el a buddhizmust Nyugatra. Az elmúlt közel negyven évben megállás nélkül utaztak világszerte, tanításokat adva és meditációs központokat alapítva. Láma Ole spontán frissessége bepillantást nyújt abba az állapotba, melyet mindenki elérhet, ha saját tudatának természetes állapotában időzik.

## A Gyémánt Út Buddhizmus Nyugaton
Az elmúlt 38 év során Láma Ole több mint 600 meditációs központot alapított szerte a világban, ezekben a központokban tanítványai, kollégái és ő maga is rendszeresen tanítanak.
A Gyémánt Út buddhista központok célja, hogy Buddha legmagasabb szintű, dogmáktól mentes tanításait minden érdeklődőhöz eljuttassák, így a gyakorlók képesek legyenek minden élethelyzetben fejlődni és mások segítségére válni.
Magyarországra az 1980-as évek végén érkeztek meg a Gyémánt Út buddhizmus tanításai, Láma Ole először 1988 adott tanítást Magyarországon, modern tolmácsolásában, aki ekkor alapította a budapesti és veszprémi központot. 1992 óta bejegyzett egyházként működnek. Az elmúlt tizenöt évben összesen 23 városi meditációs központ alakult, többségük a megyeszékhelyeken. Központjainkban a meditációk nem tibetiül, hanem magyarul, közérthetően és egzotikus sallangok nélkül folynak.
A meditációs központok egyedülálló lehetőséget kínálnak arra, hogy a több, mint 2500 éves buddhizmus tiszta látásmódjával és hatékony módszereivel modern, közérthető formában bárki megismerkedhessen.
Az 1989-ben Láma Ole Nydahl által alapított budapesti Gyémánt Út Meditációs Központ 2001 óta működik a VII. kerületi Huszár utcában. Az épület, noha még közel sem ragyog eredeti fényében, jelenleg is otthont ad egy 130 m² alapterületű meditációs teremnek, egy többnyelvű könyvtárnak, számos közösségi helyiségnek és néhány lakásnak.
A központ programjai nyilvánosak és ingyenesek: a hét minden napján 19 órától kezdődnek a magyar nyelven vezetett meditációk, hétfőnként 20 órától általános tanítások hallhatók. Újabban minden hónap második hétvégéjén lehet csatlakozni a közös gyakorláshoz.

## A becskei elvonulási központ
1998-ban vásárolták meg a Nógrád megyében, Becske község külterületén található 21 hektáros területet. A Budapesttől 80 kilométerre, északkeleti irányba elterülő, csöndes, hegyvidéki környezet ideális lehetőséget nyújt akár csoportos, akár egyéni meditációs gyakorlatok végzésére. Céljuk, hogy az európai igényeknek minden szempontból megfelelő elvonulási központot hozzanak létre a területen. Ennek érdekében évről évre építkezések és fejlesztések folynak, melyet többek között a meditációs központjaik között lévő szoros együttműködés és barátság tesz lehetővé.
Az elvonulási központ évente egy alkalommal – általában augusztusban – otthont ad Láma Ole Nydahl egy hetes meditációs kurzusának, valamint több rövidebb, külföldi és hazai utazótanítók részvételével zajló programnak, havi rendszerességgel tartott meditációs hétvégének.
Az elvonulások célja nem az, hogy elbújjanak a hétköznapi élet kihívásai elől, hanem hogy a Gyémánt Út hatékony módszerein keresztül felszínre hozzák és megerősítsék az emberekben rejlő időtlen értékeket. Az ebből megjelenő többlet – a kibontakozó félelemnélküli öröm és az előrelátó, aktív szeretet – hatékonyan támogatja azt, hogy tudatosan dolgozhassanak mindenki javára a hétköznapokban is.